# Dauphin River 48A
Dauphin River 48A är ett reservat i Kanada.   Det ligger i provinsen Manitoba, i den sydöstra delen av landet, 1 800 km väster om huvudstaden Ottawa.
I omgivningarna runt Dauphin River 48A växer i huvudsak blandskog. Runt Dauphin River 48A är det glesbefolkat, med 8 invånare per kvadratkilometer.